# Maratus volpei
Maratus volpei é uma espécie de aranha identificada em 2020; o seu nome deriva Nick Volpe, que forneceu fotografias e espécimes para estudo. A espécie foi identificada no sul da Austrália, em Lake Hart (onde tem sido encontrada em lagos de sal); o macho mede cerca de 5,83 milímetros e comprimento total e a fêmea cerca de 6,57 milímetros.